# Insidious (serie de películas)
La saga Insidious (también conocida como La noche del demonio en Hispanoamérica) es una serie de películas de terror estadounidenses creada por James Wan y Leigh Whannell, y producida por Blumhouse en asociación con Stage 6 Films de Sony desde 2010. La saga está formada por cinco películas: Insidious (2010), Insidious: Chapter 2 (2013), Insidious: Chapter 3 (2015), Insidious: The Last Key (2018) e Insidious: The Red Door (2023), las cuales han obtenido unas ganancias totales de $731 millones en todo el mundo con un presupuesto combinado de $42.5 millones.
Las dos primeras películas fueron dirigidas por Wan, mientras que la tercera la dirigió Whannell, quien también ejerció como guionista de las cuatro primeras películas. Adam Robitel fue el encargado de dirigir la cuarta entrega. En cuanto a la quinta, Patrick Wilson ejerció como director, siendo este su debut en este puesto, y Scott Teems se encargó del guion. FilmDistrict lanzó la primera y segunda película, mientras que Focus Features y Universal Pictures lanzaron la tercera y la cuarta, respectivamente. La quina entrega fue lanzada por Sony Pictures Relasing.
Las dos primeras películas, así como la quinta, se centran la familia Lambert, que, después de que su hijo entrara misteriosamente en estado de coma, son continuamente perseguidos por demonios de un reino infernal conocido como "El más allá" (o "The further" en inglés). La tercera película, una precuela, se centra en un caso sobrenatural distinto investigado por la misma médium que ayudó a la familia Lambert, mientras que la cuarta sigue la historia de la infancia de dicha médium.

## Películas

### Insidious(2010)
Insidious fue dirigida por Wan, escrita por Whannell, y protagonizada por Patrick Wilson, Rose Byrne y Barbara Hershey. La historia se centra en una pareja cuyo hijo entra inexplicablemente en estado de coma y se convierte en un "recipiente para fantasmas" que quieren habitar su cuerpo en una dimensión astral. La película se estrenó en los cines el 1 de abril de 2011, siendo así el primer estreno en cines de FilmDistrict.

### Insidious: Chapter 2(2013)
Insidious: Chapter 2 también fue dirigida por Wan y escrita por Whannell. La película está protagonizada por Wilson y Byrne repitiendo sus papeles como Josh y Renai Lambert, respectivamente. En esta ocasión, la familia deberá de encontrar lo que les mantiene unidos con la dimensión astral y que provoca que los espíritus sigan aterrorizándoles. La película se estrenó el 13 de septiembre de 2013. Fue un éxito de taquilla, recaudando más de 160 $ millones en todo el mundo, pero recibió críticas mixtas.

### Insidious: Chapter 3(2015)
Insidious: Chapter 3 es la tercera película de la saga. En esta ocasión está escrita y dirigida por Whannell. La película es una precuela de las dos primeras películas. Está protagonizada por Stefanie Scott, Dermot Mulroney, Lin Shaye y el propio Whannell. La trama se aleja de la familia Lambert y se centra en el caso de una adolescente, Quinn, quien es perseguida por un demonio tras intentar contactar con su madre, Lillith, quien murió. Fue estrenada el 5 de junio de 2015.

### Insidious: The Last Key(2018)
Antes del lanzamiento de Insidious: Chapter 3, a Whannell le preguntaron: "En caso de haber una cuarta parte, ¿sería otra precuela o una secuela de la tercera entrega? ¿Seguirá la línea temporal o se centrará en otra nueva?" A lo que Whannell respondió:

"No lo sé. En verdad no he pensado en ello aún. Pero a propósito de esta entrevista, diré que me gustaría explorar todo ese tiempo que hay entre esta película [Chapter 3] y la primera entrega. Todo ese tiempo durante el cual Elise ha redescubierto su don. Creo que podría haber un montón de aventuras antes de su llegada. Así que creo que aún hay mucho hueco por ahí. En esta película en concreto hemos convertido a Lin [Shaye] en una especie de superhéroe, así que creo que todo eso sería interesante explorarlo en otras películas."

El 16 de mayo de 2016, se anunció que el "Capítulo 4" estaría programado para estrenarse el 20 de octubre de 2017 con Whannell como guionista, Jason Blum, Oren Peli y Wan produciendo, y Adam Robitel como director. Además contaría con Shaye regresando para repetir su papel de Elise Rainier. El 11 de octubre de 2016, la película fue reprogramada para estrenarse en enero de 2018.
En esta ocasión, la película se centra en un caso paranormal que llevará a Elise a la casa donde pasó su infancia.

### Insidious: The Red Door(2023)
El 29 de octubre de 2020, la revista Entertainment Weekly anunció que Blumhouse estaba desarrollando una nueva entrega de la saga Insidious que sería dirigida por Patrick Wilson, con este como protagonista junto a Ty Simpkins repitiendo sus respectivo papeles. La acción se ubicaría cuando Dalton comienza la universidad. El rodaje comenzó en la primavera de 2022 y terminó en agosto del mismo año, tal y cómo anunció Wilson. En abril de 2023, se anunció que la película cambiaba su título de Insidious: Fear the Dark a Insidious: The Red Door. Finalmente se estrenó en cines el 7 de julio de 2023.
La trama gira en torno a un Dalton Lambert universitario y su relación actual con su padre, quienes irán redescubriendo sus vivencias sobrenaturales, olvidadas gracias a la hipnosis.

## Películas derivadas

### Thread: An Insidious Tale(TBA)
En mayo de 2023, Deadline informó de que Blumhouse y Screen Gems estaban trabajando en el primer spin-off de la saga, que llevaría por título Thread: An Insidious Tale. Estaría dirigido por Jeremy Slater y contaría con Mandy Moore y Kumail Nanjiani como protagonistas. La trama de la película giraría en torno a un matrimonio que trata de viajar en el tiempo para evitar la prematura muerte de su hija, pero esto tendría consecuencias inesperadas.

## Reparto y personajes
Leyenda
- A J significa que el actor interpreta al personaje en su juventud un flashback.
- A I significa que el actor interpreta al personaje en su infancia o adolescencia en un flashback.
- A F significa que el actor aparece interpretando a su personaje en fotografías.
- A C significa que el actor realiza un cameo.
- A V significa que el actor interpreta a su personaje mediante la voz en off.
- Cuando la celda aparece vacía, significa que el personaje no aparece en la película.

| Elise Rainier                                 | Lin Shaye       | Lin Shaye                      | Lin Shaye           | Lin Shaye        | Lin ShayeC       |  |  |  |  |  |  |  |  |  |  |  |  |  |  |  |  |  |  |  |  |  |  |  |  |  |  |  |  |  |  |  |  |  |  |  |  |  |  |  |  |  |  |  |  |  |  |  |  |  |  |  |  |  |
| Steven "Specs"                                | Leigh Whannell  | Leigh Whannell                 | Leigh Whannell      | Leigh Whannell   | Leigh WhannellC  |  |  |  |  |  |  |  |  |  |  |  |  |  |  |  |  |  |  |  |  |  |  |  |  |  |  |  |  |  |  |  |  |  |  |  |  |  |  |  |  |  |  |  |  |  |  |  |  |  |  |  |  |  |
| Tucker                                        | Angus Sampson   | Angus Sampson                  | Angus Sampson       | Angus Sampson    | Angus SampsonC   |  |  |  |  |  |  |  |  |  |  |  |  |  |  |  |  |  |  |  |  |  |  |  |  |  |  |  |  |  |  |  |  |  |  |  |  |  |  |  |  |  |  |  |  |  |  |  |  |  |  |  |  |  |
| Josh Lambert                                  | Patrick Wilson  | Patrick Wilson                 | Patrick WilsonC     | Patrick WilsonC  | Patrick Wilson   |  |  |  |  |  |  |  |  |  |  |  |  |  |  |  |  |  |  |  |  |  |  |  |  |  |  |  |  |  |  |  |  |  |  |  |  |  |  |  |  |  |  |  |  |  |  |  |  |  |  |  |  |  |
| Renai Lambert                                 | Rose Byrne      | Rose Byrne                     |                     | Rose ByrneC      | Rose Byrne       |  |  |  |  |  |  |  |  |  |  |  |  |  |  |  |  |  |  |  |  |  |  |  |  |  |  |  |  |  |  |  |  |  |  |  |  |  |  |  |  |  |  |  |  |  |  |  |  |  |  |  |  |  |
| Dalton Lambert                                | Ty Simpkins     | Ty Simpkins                    |                     | Ty SimpkinsC     | Ty Simpkins      |  |  |  |  |  |  |  |  |  |  |  |  |  |  |  |  |  |  |  |  |  |  |  |  |  |  |  |  |  |  |  |  |  |  |  |  |  |  |  |  |  |  |  |  |  |  |  |  |  |  |  |  |  |
| Loraine Lambert                               | Barbara Hershey | Barbara Hershey                |                     | Barbara HersheyV | Barbara HersheyF |  |  |  |  |  |  |  |  |  |  |  |  |  |  |  |  |  |  |  |  |  |  |  |  |  |  |  |  |  |  |  |  |  |  |  |  |  |  |  |  |  |  |  |  |  |  |  |  |  |  |  |  |  |
| Carl                                          |                 | Steve Coulter                  | Steve Coulter       |                  | Steve Coulter    |  |  |  |  |  |  |  |  |  |  |  |  |  |  |  |  |  |  |  |  |  |  |  |  |  |  |  |  |  |  |  |  |  |  |  |  |  |  |  |  |  |  |  |  |  |  |  |  |  |  |  |  |  |
| Quinn Brenner                                 |                 |                                | Stefanie Scott      |                  |                  |  |  |  |  |  |  |  |  |  |  |  |  |  |  |  |  |  |  |  |  |  |  |  |  |  |  |  |  |  |  |  |  |  |  |  |  |  |  |  |  |  |  |  |  |  |  |  |  |  |  |  |  |  |
| Sean Brenner                                  |                 |                                | Dermot Mulroney     |                  |                  |  |  |  |  |  |  |  |  |  |  |  |  |  |  |  |  |  |  |  |  |  |  |  |  |  |  |  |  |  |  |  |  |  |  |  |  |  |  |  |  |  |  |  |  |  |  |  |  |  |  |  |  |  |
| Melissa Rainier                               |                 |                                |                     | Spencer Locke    |                  |  |  |  |  |  |  |  |  |  |  |  |  |  |  |  |  |  |  |  |  |  |  |  |  |  |  |  |  |  |  |  |  |  |  |  |  |  |  |  |  |  |  |  |  |  |  |  |  |  |  |  |  |  |
| Imogen Rainier                                |                 |                                |                     | Caitlin Gerard   |                  |  |  |  |  |  |  |  |  |  |  |  |  |  |  |  |  |  |  |  |  |  |  |  |  |  |  |  |  |  |  |  |  |  |  |  |  |  |  |  |  |  |  |  |  |  |  |  |  |  |  |  |  |  |
| Christian Rainier                             |                 |                                |                     | Bruce Davison    |                  |  |  |  |  |  |  |  |  |  |  |  |  |  |  |  |  |  |  |  |  |  |  |  |  |  |  |  |  |  |  |  |  |  |  |  |  |  |  |  |  |  |  |  |  |  |  |  |  |  |  |  |  |  |
| Chris Winslow                                 |                 |                                |                     |                  | Sinclair Daniel  |  |  |  |  |  |  |  |  |  |  |  |  |  |  |  |  |  |  |  |  |  |  |  |  |  |  |  |  |  |  |  |  |  |  |  |  |  |  |  |  |  |  |  |  |  |  |  |  |  |  |  |  |  |
| Profesora Armagan                             |                 |                                |                     |                  | Hiam Abbass      |  |  |  |  |  |  |  |  |  |  |  |  |  |  |  |  |  |  |  |  |  |  |  |  |  |  |  |  |  |  |  |  |  |  |  |  |  |  |  |  |  |  |  |  |  |  |  |  |  |  |  |  |  |
| Entidades sobrenaturales                      |                 |                                |                     |                  |                  |  |  |  |  |  |  |  |  |  |  |  |  |  |  |  |  |  |  |  |  |  |  |  |  |  |  |  |  |  |  |  |  |  |  |  |  |  |  |  |  |  |  |  |  |  |  |  |  |  |  |  |  |  |
| Parker Crane / La novia de negro              | Philip Friedman | Tom Fitzpatrick Tyler GriffinI | Tom FitzpatrickC    |                  |                  |  |  |  |  |  |  |  |  |  |  |  |  |  |  |  |  |  |  |  |  |  |  |  |  |  |  |  |  |  |  |  |  |  |  |  |  |  |  |  |  |  |  |  |  |  |  |  |  |  |  |  |  |  |
| Lipstick-Face Demon                           | Joseph Bishara  |                                | Joseph BisharaC     | Joseph BisharaC  | Joseph Bishara   |  |  |  |  |  |  |  |  |  |  |  |  |  |  |  |  |  |  |  |  |  |  |  |  |  |  |  |  |  |  |  |  |  |  |  |  |  |  |  |  |  |  |  |  |  |  |  |  |  |  |  |  |  |
| Demonio con el pelo largo (Long-Haired Fiend) | J. LaRose       | J. LaRose                      |                     |                  |                  |  |  |  |  |  |  |  |  |  |  |  |  |  |  |  |  |  |  |  |  |  |  |  |  |  |  |  |  |  |  |  |  |  |  |  |  |  |  |  |  |  |  |  |  |  |  |  |  |  |  |  |  |  |
| Michelle Crane / La mujer de blanco           |                 | Danielle Bisutti               |                     |                  |                  |  |  |  |  |  |  |  |  |  |  |  |  |  |  |  |  |  |  |  |  |  |  |  |  |  |  |  |  |  |  |  |  |  |  |  |  |  |  |  |  |  |  |  |  |  |  |  |  |  |  |  |  |  |
| El hombre que no puede respirar               |                 |                                | Micheal Reid MacKay |                  |                  |  |  |  |  |  |  |  |  |  |  |  |  |  |  |  |  |  |  |  |  |  |  |  |  |  |  |  |  |  |  |  |  |  |  |  |  |  |  |  |  |  |  |  |  |  |  |  |  |  |  |  |  |  |
| KeyFace                                       |                 |                                |                     | Javier Botet     |                  |  |  |  |  |  |  |  |  |  |  |  |  |  |  |  |  |  |  |  |  |  |  |  |  |  |  |  |  |  |  |  |  |  |  |  |  |  |  |  |  |  |  |  |  |  |  |  |  |  |  |  |  |  |

### Equipo técnico
| Ocupación        | Insidious                             | Insidious: Chapter 2                | Insidious: Chapter 3                                  | Insidious: The Last Key                         | Insidious: The Red Door                       |
| ---------------- | ------------------------------------- | ----------------------------------- | ----------------------------------------------------- | ----------------------------------------------- | --------------------------------------------- |
| Director         | James Wan                             | James Wan                           | Leigh Whannell                                        | Adam Robitel                                    | Patrick Wilson                                |
| Productor        | Jason Blum Oren Peli Steven Schneider | Jason Blum Oren Peli                | James Wan Oren Peli Jason Blum                        | James Wan Steven Schneider Jason Blum Oren Peli | James Wan Leigh Whannell Jason Blum Oren Peli |
| Guionista        | Leigh Whannell                        | Leigh Whannell                      | Leigh Whannell                                        | Leigh Whannell                                  | Scott Teems                                   |
| Fotografía       | John R. Leonetti David M. Brewer      | John R. Leonetti                    | Brian Pearson                                         | Toby Oliver                                     | Autumn Eakin                                  |
| Compositor       | Joseph Bishara                        | Joseph Bishara                      | Joseph Bishara                                        | Joseph Bishara                                  | Joseph Bishara                                |
| Editor           | James Wan Kirk M. Morri               | Kirk M. Morri                       | Timothy Alverson                                      | Timothy Alverson                                | Michel Aller Derek Ambrosi                    |
| Productoras      | Blumhouse Productions Stage 6 Films   | Blumhouse Productions Stage 6 Films | Blumhouse Productions Entertainment One Stage 6 Films | Blumhouse Productions Stage 6 Films             | Blumhouse Productions Stage 6 Films           |
| Distribuidor     | FilmDistrict                          | FilmDistrict                        | Focus Features                                        | Universal Pictures                              | Sony Pictures Releasing                       |
| Duración         | 102 minutos                           | 105 minutos                         | 97 minutos                                            | 103 minutos                                     | 107 minutos                                   |
| Fecha de estreno | 1 de abril de 2011                    | 13 de septiembre de 2013            | 5 de junio de 2015                                    | 5 de enero de 2018                              | 7 de julio de 2023                            |

## Recepción

### Taquilla
| Película                                                                                                 | Fecha de estreno         | Ingresos en taquilla | Ingresos en taquilla | Ingresos en taquilla | Ranking en taquilla | Presupuesto     | Ref(s) |
| Película                                                                                                 | Fecha de estreno         | América del Norte    | Otros territorios    | En todo el mundo     | América del Norte   | Presupuesto     | Ref(s) |
| --- | ------------------------ | -------------------- | -------------------- | -------------------- | ------------------- | --------------- | ------ |
| Insidious                                                                                                | 1 de abril de 2011       | 54 009 150 $         | 46 097 304 $         | 100 106 454 $        | #1486               | 1.5 $ millones  | [ 11 ] |
| Insidious: Chapter 2                                                                                     | 13 de septiembre de 2013 | 83 586 447 $         | 78 332 871 $         | 161 919 318 $        | #853                | $5 millones     | [ 12 ] |
| Insidious: Chapter 3                                                                                     | 5 de junio de 2015       | 52 218 558 $         | 60 765 331 $         | 112 983 889 $        | #1545               | 10 $ millones   | [ 13 ] |
| Insidious: The Last Key                                                                                  | 5 de enero de 2018       | 67 745 330 $         | 100 140 258 $        | 167 885 588 $        | #1147               | 10 $ millones   | [ 14 ] |
| Insidious: The Red Door                                                                                  | 7 de julio de 2023       | 82 060 008 $         | 105 990 924 $        | 188 050 932 $        | #1022               | 16 $ millones   | [ 15 ] |
| Total | Total                    | 339 619 493 $        | 391 326 688 $        | 730 946 181 $        |                     | 42.5 $ millones |        |
| Indicador de lista(s) - Una celda gris oscura indica que no hay información disponible para la película. |                          |                      |                      |                      |                     |                 |        |

### Respuesta de la crítica y del público
| Película                | Rotten Tomatoes       | Metacritic         | CinemaScore |
| ----------------------- | --------------------- | ------------------ | ----------- |
| Insidious               | 66 % (177 revisiones) | 52 (30 revisiones) | B           |
| Insidious: Chapter 2    | 39 % (132 revisiones) | 40 (30 revisiones) | B+          |
| Insidious: Chapter 3    | 57 % (130 revisiones) | 52 (26 revisiones) | B+          |
| Insidious: The Last Key | 33 % (113 revisiones) | 49 (23 revisiones) | B–          |
| Insidious: The Red Door | 38 % (112 revisiones) | 45 (23 revisiones) | C+          |
| Promedio                | 47 %                  | 47                 | B+          |